# Bengt Lindskog
Bengt Lindskog (ur. 25 lutego 1933 – zm. 27 stycznia 2008) był szwedzkim piłkarzem występującym na pozycji pomocnika. W trakcie swojej kariery reprezentował barwy takich klubów jak Malmö, Udinese Calcio, Inter Mediolan i Calcio Lecco 1912. Był także reprezentantem Szwecji.